# Zeppelin-Museum Zeppelinheim
Das Zeppelin-Museum Zeppelinheim, im Neu-Isenburger Stadtteil Zeppelinheim bei Frankfurt am Main gelegen, zeigt in seiner Dauerausstellung die Geschichte der Zeppelin-Luftschiffe am Standort in Frankfurt auf einer Fläche von rund 300 Quadratmetern.

## Objekte, Standort, Träger

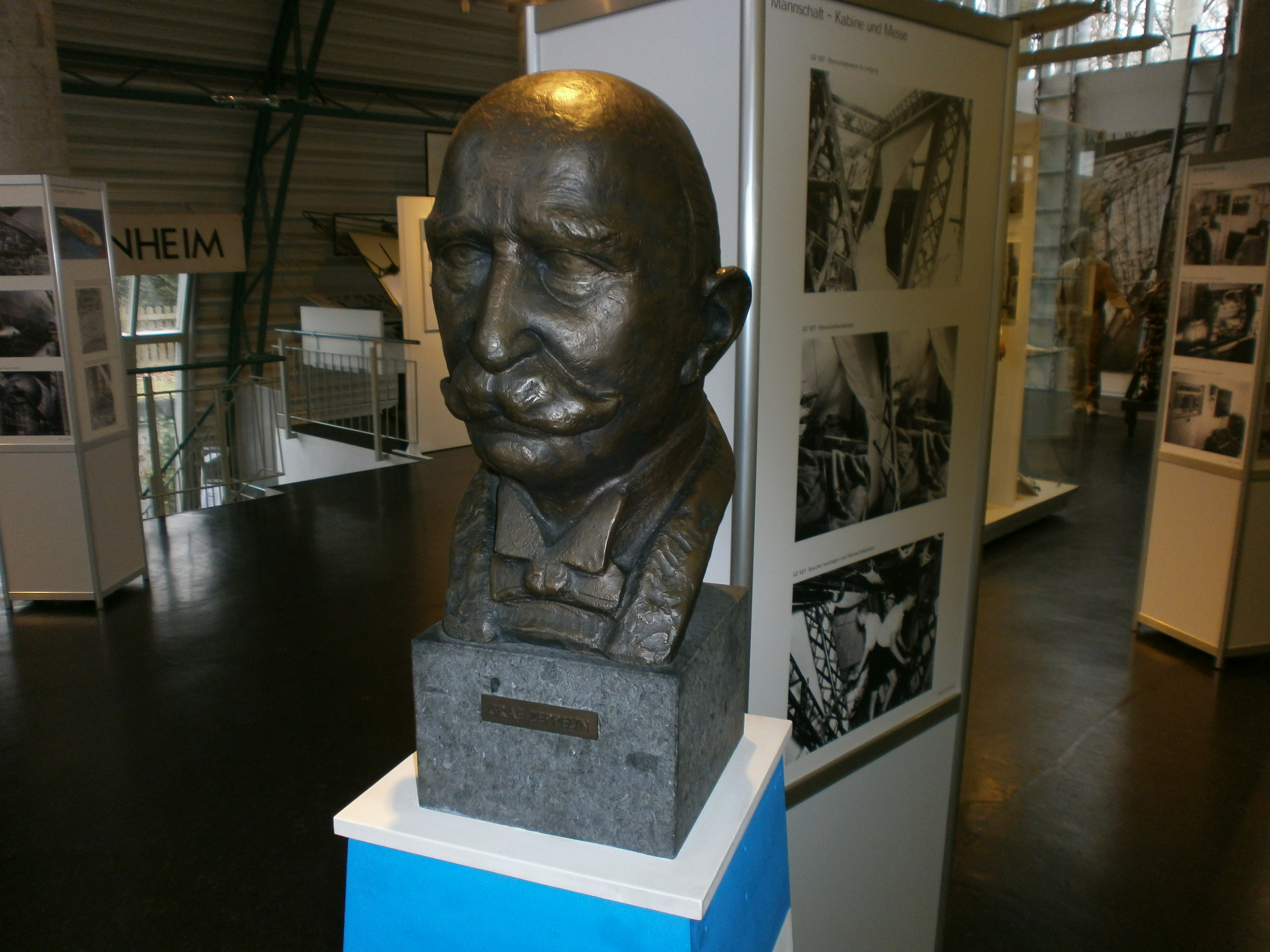
Büste Graf Zeppelin

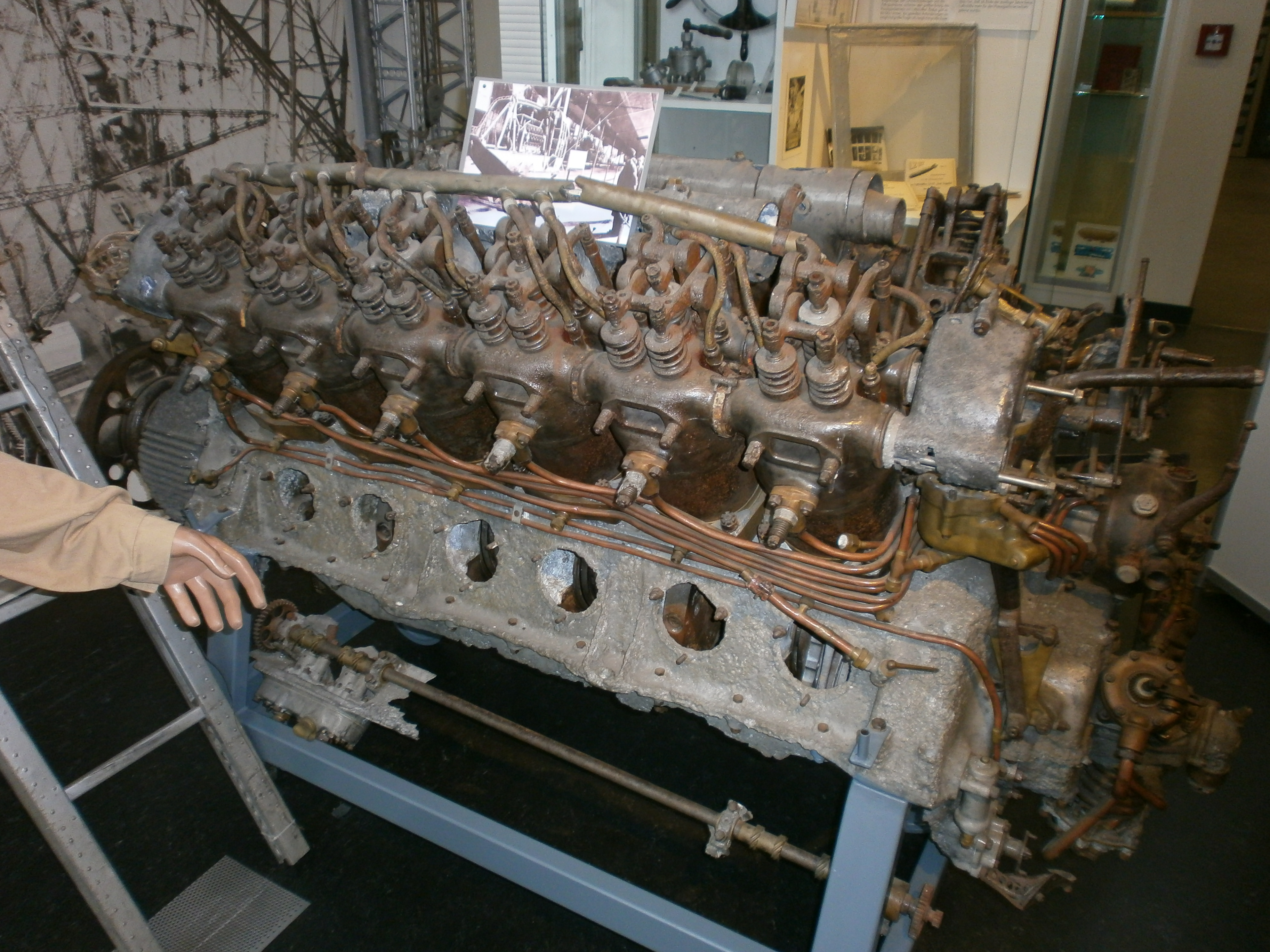
Maybach Zeppelinmotor

Anhand von Originalexponaten, wie einem Motor oder Teilen der Innenausstattung, werden die Technik, der Komfort und die Bedeutung der Luftschiffe veranschaulicht. Auf Wunsch der Besucher werden vier verschiedene Filme zu der Geschichte der Zeppeline vorgeführt.
Der Standort des Hauses folgt aus der Geschichte: Zeppelinheim wurde 1935 als Wohn- und Arbeitssiedlung für die Unterbringung der Besatzungsmitglieder und des Bodenpersonals der Zeppeline auf der grünen Wiese gegründet. Zum 1. Januar 1938 wurde Zeppelinheim eine eigenständige Gemeinde.
Das Museum ist als Anbau zum Bürgerhaus in Zeppelinheim realisiert. Das Haus wurde 1988 eröffnet. Der Anbau entspricht in seiner Gestalt einem Viertel des Querschnitts des Zeppelins LZ 10.
Das Museum wird gemeinsam von der Stadt Neu-Isenburg und dem „Verein für Zeppelin-Luftschiffahrt e. V.“ getragen.
Während des Jahres 2023 kamen 10 .534 Besucher in das Museum.

## Ausstellungen
- 2014: Arbeiten am und im Luftschiff.[2]
- Oktober 2019–Mai 2020: Aufbruch in die dritte Dimension – Luftschiffe in 3D[3]
- Juni 2022–Januar 2023: Flughafen Frankfurt: Vom Luftschiffhafen zum globalen Luftverkehrsdrehkreuz[4]
- Oktober 2023–April 2024: Goodyear & Zeppelin: Die Geschichte einer außergewöhnlichen Zusammenarbeit[5]